# Philippe Leclerc de Hauteclocque
Philippe Leclerc de Hauteclocque (22 de Novembro de 1902 – 28 de Novembro de 1947) foi um general do exército francês, um dos primeiros a aderir à França Livre e a De Gaulle. Era comandante das tropas na África Equatorial Francesa, e uniu suas tropas aos aliados na Líbia, na Campanha da África do Norte. Comandou as forças francesas no desembarque em Dunquerque, e foi responsável pela libertação das cidades de Paris, a 25 de Agosto de 1944, e de Estrasburgo a 23 de Novembro do mesmo ano. Representou a França em 1945, na rendição japonesa, e defendeu uma saída politica na Indochina.
Filho de uma família aristocrática, Hauteclocque se formou na École spéciale militaire de Saint-Cyr, a academia militar francesa, em 1924. Depois de servir na ocupação francesa do Ruhr e no Marrocos, ele retornou a Saint-Cyr como instrutor. Ele foi premiado com o croix de guerre des théâtres d'opérations extérieures pelos principais goumiers em um ataque a cavernas e ravinas em Bou Amdoun em 11 de agosto de 1933. Durante a Segunda Guerra Mundial, ele lutou na Batalha da França. Ele foi um dos primeiros a desafiar o armistício de seu governo para ir para a Grã-Bretanha para lutar com os chamados franceses livres sob o general Charles de Gaulle, adotando o pseudónimo de Leclerc para que a mulher e os filhos não corressem perigo se o seu nome aparecesse nos jornais. Ele foi enviado para a África Equatorial Francesa, onde reuniu líderes locais para a causa rebelde da França Livre, e liderou uma força contra o Gabão, cujos líderes apoiaram o governo francês. Do Chade, ele liderou incursões na Líbia italiana. Depois que suas forças capturaram Kufra, ele fez seus homens fazerem um juramento conhecido hoje como Serment de Koufra, no qual eles se comprometeram a lutar até que sua bandeira estivesse sobre a Catedral de Estrasburgo.
As forças sob seu comando, conhecidas como Força L, fizeram campanha na Líbia em 1943, cobriram o flanco interno do Oitavo Exército durante seu avanço para a Tunísia e participaram do ataque à Linha de Mareth. A Força L foi então transformada na 2ª Divisão Blindée, embora fosse frequentemente chamada de La Division Leclerc. Lutou sob o comando de Leclerc na Batalha da Normandia e participou da libertação de Paris e Estrasburgo.
Após o fim da Segunda Guerra Mundial na Europa em maio de 1945, ele recebeu o comando do Corpo Expedicionário do Extremo Oriente francês (Corps expéditionnaire français en Extrême-Orient, CEFEO). Ele representou a França na rendição do Império Japonês na Baía de Tóquio em 2 de setembro de 1945. Ele rapidamente percebeu a necessidade de uma solução política para o conflito nascente na Indochina, mas mais uma vez estava à frente de seus compatriotas e foi chamado de volta à França em 1946 Ele foi morto em um acidente aéreo na Argélia em 1947.